# Station Wuppertal-Unterbarmen
Station Wuppertal-Unterbarmen (Duits: Bahnhof Wuppertal-Unterbarmen) is een spoorwegstation in het stadsdeel Barmen van de Duitse stad Wuppertal en ligt aan de spoorlijn Neuss - aansluiting Linderhausen.

## Treinverbindingen
| Serie | Treinsoort                  | Route | Bijzonderheden          |
| ----- | --------------------------- | --- | ----------------------- |
| RB 47 | Regionalbahn (DB Regio NRW) | Wuppertal Hbf – Wuppertal-Unterbarmen – Remscheid-Lennep – Remscheid Hbf – Solingen Hbf – (Düsseldorf Hbf)                                | Vervangen door S-Bahn 7 |
| S 8   | S-Bahn (DB Regio NRW)       | Mönchengladbach Hbf – Neuss Hbf – Düsseldorf Hbf – Gruiten – Wuppertal Hbf – Wuppertal-Unterbarmen – Schwelm – Gevelsberg Hbf – Hagen Hbf |                         |

0,2: Neuss Hbf ·
2,7: Neuss Am Kaiser ·
4,8: Neuss Rheinparkcenter ·
6,5: Düsseldorf-Hamm ·
7,3: Düsseldorf Völklinger Str. ·
9,1: Düsseldorf-Bilk ·
10,2: Düsseldorf Friedrichstadt ·
11,1: Düsseldorf Hbf ·
12,6: Düsseldorf-Flingern ·
16,6: Düsseldorf-Gerresheim ·
19,2: Erkrath ·
22,2: Hochdahl ·
23,7: Hochdahl-Millrath ·
26,9: Gruiten ·
31,9: Wuppertal-Vohwinkel ·
33,8: Wuppertal-Sonnborn ·
34,6: Wuppertal-Zoologischer Garten ·
37,4: Wuppertal-Steinbeck ·
38,1: Wuppertal Hbf ·
39,7: Wuppertal-Unterbarmen ·
41,6: Wuppertal-Barmen ·
43,6: Wuppertal-Oberbarmen ·
45,2: Wuppertal-Langerfeld ·
47,2: Schwelm West ·
48,8: Schwelm